# MAB Modèle A
 (février 2023).
 (août 2024).
Si vous disposez d'ouvrages ou d'articles de référence ou si vous connaissez des sites web de qualité traitant du thème abordé ici, merci de compléter l'article en donnant les références utiles à sa vérifiabilité et en les liant à la section « Notes et références ».

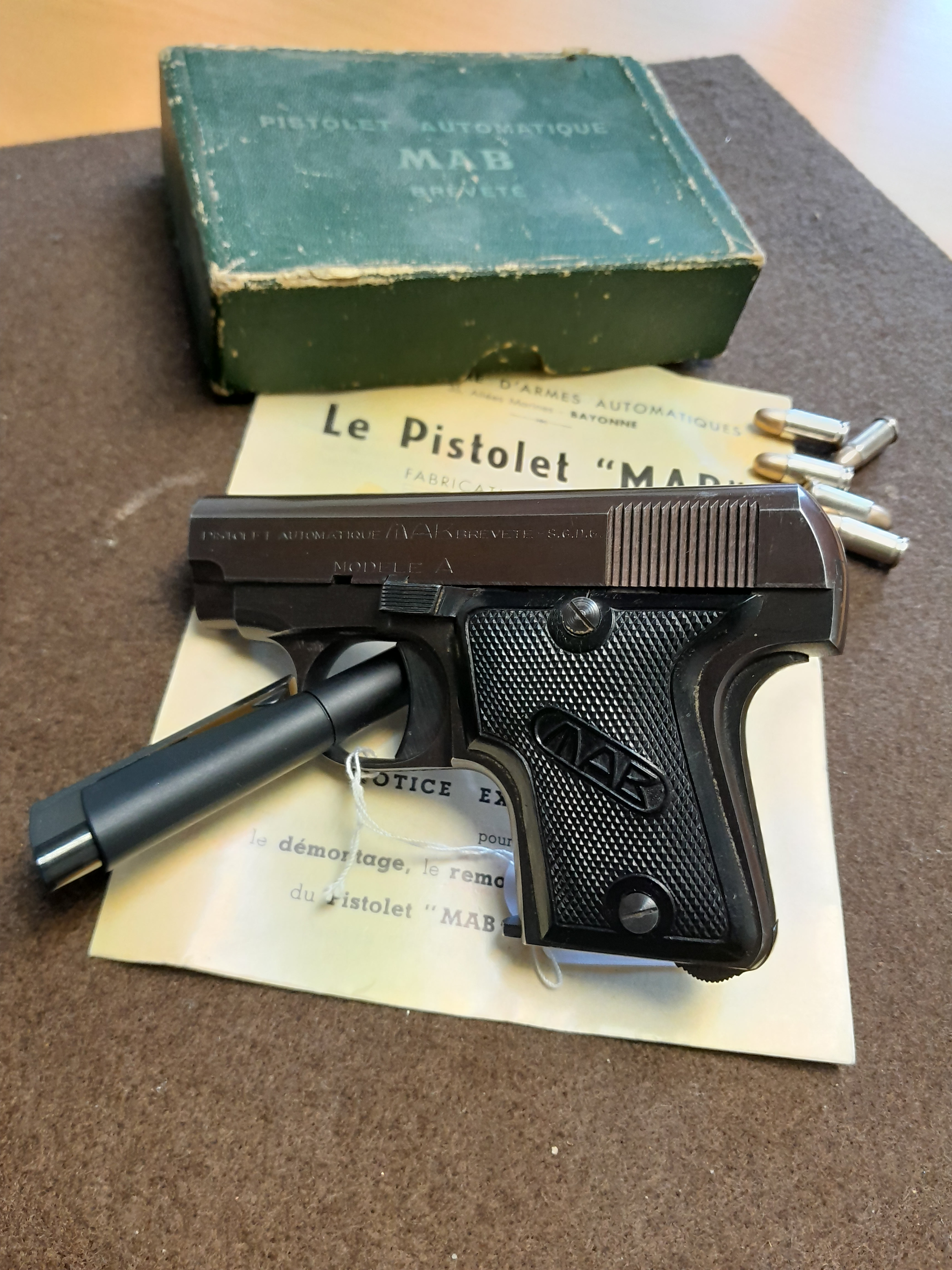
MAB modèle A avec sa boîte et sa notice.

Le MAB modèle A est un pistolet de poche de calibre 6,35 mm (.25 ACP) fabriqué en France. MAB est l'acronyme de Manufacture d'armes de Bayonne. Mécaniquement, il ressemble au Browning FN 1906 / Colt Model 1908.

## Description
Le MAB modèle A est un pistolet semi-automatique en simple action à culasse non calée utilisant un percuteur lancé. Le modèle A a un levier de sûreté sur le côté gauche de la carcasse ainsi qu'une pédale de sûreté de style Browning sur la crosse. Cette pédale empêche le tir à moins que l'arme ne soit dans la paume de la main de l'opérateur, éliminant ainsi les risques de tir accidentel de l'arme. La glissière est marquée : Pistolet Automatique MAB Breveté Modèle A.

## MAB Modèle B
Le modèle B est sorti en août 1932. Il était encore plus compact que les modèles précédents et ressemble en apparence au Walther Modell 9. La carcasse a une forme similaire à celle du modèle A, mais le canon est fixé sur celle-ci et la glissière est ouverte sur le haut. La production du MAB B a pris fin en 1949. Il n'y a pas de rapports sur les chiffres produits, mais un grand nombre était en circulation.

### Données techniques
- Système : Pistolet à percuteur lancé et culasse non calée
- Capacité du chargeur : 5 coups
- Calibre : 6,35 mm Browning
- Longueur du canon : 50 mm, 6 rayures tournant vers la droite
- Poids à vide : 305 g
- Longueur totale : 105 millimètres
- Hauteur totale : 74 millimètres
- Largeur totale : 22 millimètres
- Détente : simple action
- Viseur fixe
- Sécurité : sécurité de la poignée et du levier
- Finition bleuie
- Plaquettes en bakélite